# 加拿大君主列表
加拿大君主列表列舉了歷任統治加拿大君主的名單，從法屬殖民地時期開始，到英屬殖民地時期，再到英屬自治領時期，最後到現在的主權國家時期。
來自歐洲的君主們首次向加拿大提出主權要求的年份有許多觀點，相對較多的說法認為喬瓦尼·卡博托於1497年在北美洲的大西洋沿岸某個地方（可能是現在的紐芬蘭島或新斯科細亞省地區），他代表時任英格蘭國王的亨利七世宣佈這片土地歸屬於英格蘭王國。但是還有一些說法認為這個時間點應該是1535年，並認為“加拿大”這個地名最初指的是法屬加拿大殖民地；該殖民地是以法國國王弗朗索瓦一世的名義所建立起來的。
加拿大的君主統治先後在法國王室、英國王室（包括英格蘭王室）及現在獨特的加拿大王室之間傳承。自亨利七世首次主張為加拿大的君主開始，加拿大迄今歷經33位君主的統治，而其中有兩組君主為雙君主聯合執政。
雖然加拿大在1867年聯邦化後成為大英帝國轄下的一個自治領，但完全獨立的加拿大聯邦同澳大利亞、新西蘭那般與英國共享君主這一概念是隨著時間的推移通過憲法慣例而出現並最後於1931年《威斯敏斯特規約》的締結而最終確立。從那時起，加拿大王室在法律上就與其他英聯邦王國的王室有所不同，加拿大擁有自己獨立且獨特的君主。儘管“加拿大國王”最早於喬治六世時期便已使用，但直到1953年才成為加拿大君主的官方稱號；而伊麗莎白二世則是首位依據《王室尊號與頭銜法令》而單獨宣佈為“加拿大女王”的君主。

## 君主列表

### 法國王室（1534年—1763年）
| 肖像 | 王號 （生卒年）                | 全名                 | 統治時期                    | 配偶                              |
| 瓦盧瓦王朝 | 瓦盧瓦王朝                     | 瓦盧瓦王朝           | 瓦盧瓦王朝                  | 瓦盧瓦王朝                        |
| --- | ------------------------------ | -------------------- | --------------------------- | --------------------------------- |
| | 弗朗索瓦一世 （1494年—1547年） | 弗朗索瓦             | 1534年7月24日—1547年3月31日 | 奧地利的艾蕾諾爾                  |
| 領土主張： - 1534年：雅克·卡蒂埃以弗朗索瓦的名義宣佈獲得新法蘭西及阿卡迪亞的主權。                                   | 弗朗索瓦一世 （1494年—1547年） |                      |                             | 奧地利的艾蕾諾爾                  |
| | 亨利二世 （1547年—1559年）     | 亨利                 | 1547年3月31日—1559年7月10日 | 凱瑟琳·德·美第奇                  |
| | 弗朗索瓦二世 （1559年—1560年） | 弗朗索瓦             | 1559年7月10日—1550年12月5日 | 瑪麗一世                          |
| | 查理九世 （1550年—1574年）     | 夏爾·馬克西米連      | 1550年12月5日—1574年4月30日 | 奧地利的伊麗莎白                  |
| | 亨利三世 （1551年—1589年）     | 亨利·亚历山大·爱德华 | 1574年4月30日—1589年8月2日  | 洛林的路易絲                      |
| 波旁王朝 |                                |                      |                             |                                   |
| | 亨利四世 （1553年—1610年）     | 波旁的亨利           | 1589年8月2日—1610年5月14日  | 瑪格麗特·德·瓦盧瓦 瑪麗·德·美第奇 |
| | 路易十三 （1601年—1643年）     | 路易                 | 1610年5月14日—1643年5月14日 | 奧地利的安妮                      |
| | 路易十四 （1638年—1715年）     | 路易-迪厄多內        | 1643年5月14日—1715年9月1日  | 西班牙的瑪麗·特蕾莎 曼特農夫人    |
| 領土變更： - 1655年，獲得對普拉森蒂亞的具體聲索權。 - 1713年，將阿卡迪亞、普拉森蒂亞和哈德森灣割讓給英國的安妮女王。 | 路易十四 （1638年—1715年）     |                      |                             | 西班牙的瑪麗·特蕾莎 曼特農夫人    |
| | 路易十五 （1710年—1774年）     | 路易                 | 1715年9月1日—1763年2月10日  | 瑪麗·萊什琴斯卡                   |
| 領土變更： - 1763年，將新法蘭西割讓給英國的喬治三世，法國王室結束在加拿大領土上的統治。                              | 路易十五 （1710年—1774年）     |                      |                             | 瑪麗·萊什琴斯卡                   |

### 英格蘭及英國王室（1497年—1931年）
| 肖像 | 王號 （生卒年）                                       | 全名                            | 統治時期                                                        | 配偶                                                                    |
| 都鐸王朝 | 都鐸王朝                                              | 都鐸王朝                        | 都鐸王朝                                                        | 都鐸王朝                                                                |
| --- | ----------------------------------------------------- | ------------------------------- | --------------------------------------------------------------- | ----------------------------------------------------------------------- |
| | 亨利七世 （1457年—1509年）                            | 亨利                            | 1497年6月24日—1509年4月21日                                     | 約克的伊麗莎白                                                          |
| 領土變更： - 1497年，喬瓦尼·卡博托以亨利七世名義宣佈對加拿大擁有主權。但直至喬治三世統治時期，英國王室才真正行使主權；當時加拿大殖民地由法國正式割讓給英國。 | 亨利七世 （1457年—1509年）                            |                                 |                                                                 | 約克的伊麗莎白                                                          |
| | 亨利八世 （1491年—1547年）                            | 亨利                            | 1509年4月21日—1547年1月28日                                     | 阿拉貢的嘉芙蓮 安妮·博林 簡·西摩 克萊沃的安娜 凱瑟琳·霍華德 凱瑟琳·帕爾 |
| | 愛德華六世 （1537年—1553年）                          | 愛德華                          | 1547年1月28日—1553年7月6日                                      | 無                                                                      |
| | 瑪麗一世 （1516年—1558年） 腓力二世 （1527年—1598年） | 瑪麗 腓力                       | 1553年7月19日—1558年11月17日 1554年7月25日—1558年11月17日       | 彼此                                                                    |
| | 伊麗莎白一世 （1533年—1603年）                        | 伊麗莎白                        | 1558年11月17日—1603年3月24日                                    | 無                                                                      |
| 領土變更： - 1583年，漢弗萊·吉爾伯特以伊麗莎白一世宣稱對紐芬蘭島擁有主權。 | 伊麗莎白一世 （1533年—1603年）                        |                                 |                                                                 | 無                                                                      |
| 斯圖亞特王朝 |                                                       |                                 |                                                                 |                                                                         |
| | 詹姆斯一世 （1566年—1625年）                          | 查理·詹姆斯                     | 1603年3月24日—1625年3月27日                                     | 丹麥的安娜                                                              |
| | 查理一世 （1600年—1649年）                            | 查理                            | 1625年3月27日—1649年1月30日                                     | 亨利埃塔·瑪麗                                                           |
| 空位期 | 空位期                                                | —                               | 1649年1月30日—1660年5月29日                                     | —                                                                       |
| | 查理二世 （1630年—1685年）                            | 查理                            | 1660年5月29日—1685年2月6日                                      | 布拉干薩的凱瑟琳                                                        |
| 領土變更： - 1670年，創立了魯珀特地。 | 查理二世 （1630年—1685年）                            |                                 |                                                                 | 布拉干薩的凱瑟琳                                                        |
| | 詹姆斯二世 （1633年—1701年）                          | 詹姆斯                          | 1685年2月6日—1688年12月1日                                      | 摩德納的瑪麗                                                            |
| 空缺 | 空缺                                                  | —                               | 1688年12月1日—1689年2月13日                                     | —                                                                       |
| | 瑪麗二世 （1662年—1694年） 威廉三世 （1650年—1702年） | 瑪麗 威廉                       | 1689年2月13日—1694年12月28日 1689年2月13日—1702年3月8日         | 彼此                                                                    |
| | 安妮 （1665年—1714年）                                | 安妮                            | 1702年3月8日—1714年8月1日                                       | 丹麥的喬治王子                                                          |
| 領土變更： - 1713年，通過《烏得勒支和約》從法蘭西國王路易十四獲得阿卡迪亞、普拉森蒂亞和哈德森灣。 | 安妮 （1665年—1714年）                                |                                 |                                                                 | 丹麥的喬治王子                                                          |
| 漢諾威王朝 |                                                       |                                 |                                                                 |                                                                         |
| | 喬治一世 （1660年—1727年）                            | 喬治·路易                       | 1714年8月1日—1727年6月11日                                      | 索菲·多蘿西亞                                                           |
| | 喬治二世 （1683年—1760年）                            | 喬治·奧古斯特                   | 1727年6月11日—1760年10月25日 （登基年為儒略曆而遜位年為格裡曆） | 安斯巴赫的卡洛琳                                                        |
| | 喬治三世 （1738年—1820年）                            | 喬治·威廉·弗雷德里克            | 1760年10月25日—1820年1月29日                                    | 索菲亞·夏洛特                                                           |
| 英屬北美殖民地總督：多爾切斯特勳爵、羅伯特·普雷斯科特、羅伯特·米爾恩、托馬斯·鄧恩、詹姆斯·亨利·克雷格、喬治·布雷沃斯特、戈登·德拉蒙德、約翰·科普·舍布魯克、里奇蒙公爵 | 喬治三世 （1738年—1820年）                            |                                 |                                                                 | 索菲亞·夏洛特                                                           |
| 領土變更： - 1763年，通過《巴黎條約》從法蘭西國王路易十五處獲得法屬加拿大並更名為“魁北克省”。 - 1778年，詹姆斯·庫克以喬治三世的名義宣佈擁有後來稱為“溫哥華島”土地的主權。 - 1791年，依據《憲法法令》將魁北克省分拆為上加拿大和下加拿大。 - 1818年，英國依據《1818年条约》將魯珀特地北緯49度線以南地區割讓給美國；同時從美國處獲得路易斯安那購地北緯49度線以北地區。                                                        | 喬治三世 （1738年—1820年）                            |                                 |                                                                 | 索菲亞·夏洛特                                                           |
| | 喬治四世 （1762年—1830年）                            | 喬治·奧古斯特·腓特烈            | 1820年1月29日—1830年6月26日                                     | 不倫瑞克的卡洛琳                                                        |
| 英屬北美殖民地總督：達爾豪西伯爵、詹姆斯·肯普特 | 喬治四世 （1762年—1830年）                            |                                 |                                                                 | 不倫瑞克的卡洛琳                                                        |
| | 威廉四世 （1765年—1837年）                            | 威廉·亨利                       | 1830年6月26日—1837年6月20日                                     | 阿德萊德                                                                |
| 英屬北美殖民地總督：埃爾默勳爵、戈斯福德伯爵 | 威廉四世 （1765年—1837年）                            |                                 |                                                                 | 阿德萊德                                                                |
| | 維多利亞 （1819年—1901年）                            | 亞歷山德麗娜·維多利亞           | 1837年6月20日—1901年1月22日                                     | 阿爾伯特親王                                                            |
| 英屬北美殖民地總督：戈斯福德伯爵、約翰·科爾本、達勒姆伯爵、西德納姆勳爵、查爾斯·巴戈特、梅特卡夫勳爵、卡思卡特伯爵、額爾金伯爵、埃德蒙·沃克·海德、蒙克子爵 加拿大總督：蒙克子爵、利斯加勳爵、达费林伯爵、洛恩侯爵、蘭斯當侯爵、普雷斯頓的史丹利勛爵、阿伯丁伯爵、明托伯爵 | 維多利亞 （1819年—1901年）                            |                                 |                                                                 | 阿爾伯特親王                                                            |
| 加拿大總理：約翰·麥克唐納、亞歷山大·麥肯齊、約翰·阿伯特、约翰·汤普森、麥肯齊·鮑威爾、查爾斯·塔珀、威爾弗里德·洛里埃 | 維多利亞 （1819年—1901年）                            |                                 |                                                                 | 阿爾伯特親王                                                            |
| 領土變更： - 1840年，依據《聯合法令》，上、下加拿大合並為加拿大省。 - 1846年，依據《俄勒岡條約》獲得哥倫比亞地區北緯49度線以北地區和溫哥華島的實際所有權。 - 1867年，依據《憲法法令》將加拿大省（後來分拆為安大略省和魁北克省）、新斯科捨省、新不倫瑞克省統一為加拿大聯邦自治領。 - 1870年，依據《曼尼托巴法令》建立曼尼托巴省。 - 陸續將魯珀特地、北方-西部領地、英屬哥倫比亞、愛德華王子島和英屬北極領地併入加拿大聯邦。 | 維多利亞 （1819年—1901年）                            |                                 |                                                                 | 阿爾伯特親王                                                            |
| 薩克森-科堡-哥達王朝 |                                                       |                                 |                                                                 |                                                                         |
| | 愛德華七世 （1841年—1910年）                          | 阿爾伯特·愛德華                 | 1901年1月22日—1910年5月6日                                      | 丹麥的亞歷山德拉                                                        |
| 加拿大總督：明托伯爵、格雷伯爵 | 愛德華七世 （1841年—1910年）                          |                                 |                                                                 | 丹麥的亞歷山德拉                                                        |
| 加拿大總理：威爾弗里德·洛里埃 | 愛德華七世 （1841年—1910年）                          |                                 |                                                                 | 丹麥的亞歷山德拉                                                        |
| 領土變更： - 1905年：從北方-西部領地的加拿大西部地區建立了艾伯塔省和薩斯喀徹溫省。 | 愛德華七世 （1841年—1910年）                          |                                 |                                                                 | 丹麥的亞歷山德拉                                                        |
| 溫莎王朝 |                                                       |                                 |                                                                 |                                                                         |
| | 喬治五世 （1865年—1936年）                            | 喬治·弗雷德里克·恩斯特·阿爾伯特 | 1910年5月6日—1931年12月11日                                     | 特克的瑪麗                                                              |
| 加拿大總督：格雷伯爵、康诺特和斯特拉森公爵、德文郡公爵、維米的賓勛爵、威靈東侯爵、貝斯伯勒伯爵 | 喬治五世 （1865年—1936年）                            |                                 |                                                                 | 特克的瑪麗                                                              |
| 加拿大總理：威爾弗里德·洛里埃、羅伯特·博登、阿瑟·米恩、威廉·金、理查德·貝內特 | 喬治五世 （1865年—1936年）                            |                                 |                                                                 | 特克的瑪麗                                                              |
| 領土變更： - 1931年，喬治五世御准《威斯敏斯特規約》，從而建立加拿大王室；並使得紐芬蘭自治領成為當時加拿大聯邦現有領土中唯一隸屬英國王室管轄的領土。 | 喬治五世 （1865年—1936年）                            |                                 |                                                                 | 特克的瑪麗                                                              |

### 加拿大王室（1931年—現在）
1931年，依據《威斯敏斯特規約》，加拿大王室獲得了完全獨立於英國王室的實體地位。而紐芬蘭自治領雖然也在同年獲得了與加拿大一樣的地位，但紐芬蘭議會並未立法確定設立“紐芬蘭國王 / 紐芬蘭女王”一職，故此後依舊受英國王室管轄而直至1949年被併入加拿大聯邦。
| 肖像 | 王號 （生卒年）                | 全名                                                 | 統治時期                     | 配偶               |
| 溫莎王朝 | 溫莎王朝                       | 溫莎王朝                                             | 溫莎王朝                     | 溫莎王朝           |
| --- | ------------------------------ | ---------------------------------------------------- | ---------------------------- | ------------------ |
| | 喬治五世 （1865年—1936年）     | 喬治·弗雷德里克·恩斯特·阿爾伯特                      | 1931年12月11日—1936年1月20日 | 特克的瑪麗         |
| 總督：貝斯伯勒伯爵、特威兹穆尔勳爵 | 喬治五世 （1865年—1936年）     |                                                      |                              | 特克的瑪麗         |
| 總理：理查德·貝內特、威廉·金 | 喬治五世 （1865年—1936年）     |                                                      |                              | 特克的瑪麗         |
| | 愛德華八世 （1894年—1972年）   | 愛德華·阿爾伯特·克里斯蒂安·喬治·安德魯·帕特里克·大衛 | 1936年1月20日—12月11日       | 無                 |
| 總督：特威兹穆尔勳爵 | 愛德華八世 （1894年—1972年）   |                                                      |                              | 無                 |
| 總理：威廉·金 | 愛德華八世 （1894年—1972年）   |                                                      |                              | 無                 |
| | 喬治六世 （1895年—1952年）     | 阿爾伯特·弗雷德裡克·亞瑟·喬治                        | 1936年12月11日—1952年2月6日  | 伊麗莎白·鮑斯-萊昂 |
| 總督：特威兹穆尔勳爵、阿斯隆伯爵、突尼斯的亞歷山大伯爵 | 喬治六世 （1895年—1952年）     |                                                      |                              | 伊麗莎白·鮑斯-萊昂 |
| 總理：威廉·金、路易·聖洛朗 | 喬治六世 （1895年—1952年）     |                                                      |                              | 伊麗莎白·鮑斯-萊昂 |
| 領土變更： - 1949年，依據《紐芬蘭法令》將紐芬蘭自治領（現紐芬蘭與拉布拉多省）併入加拿大聯邦，從而使得現有加拿大境內領土全部歸於加拿大王室的統治。                          | 喬治六世 （1895年—1952年）     |                                                      |                              | 伊麗莎白·鮑斯-萊昂 |
| | 伊麗莎白二世 （1926年—2022年） | 伊莉莎白·亞歷山德拉·瑪麗                             | 1952年2月6日—2022年9月8日    | 菲利普‧蒙巴頓      |
| 總督：文森特·梅西、喬治·瓦尼爾、羅蘭·米切納、儒勒·萊傑、愛德華‧施瑞爾、讓娜·索韋、雷蒙·納蒂欣、羅密歐·勒布朗、伍冰枝、莊美楷、大衛·勞埃德·約翰斯頓、朱莉·帕耶特、瑪麗·西蒙 | 伊麗莎白二世 （1926年—2022年） |                                                      |                              | 菲利普‧蒙巴頓      |
| 總理：路易·聖洛朗、約翰·迪芬貝克、萊斯特·皮爾遜、皮埃爾·杜魯多、喬·克拉克、約翰·特納、布萊恩·馬爾羅尼、金·坎貝爾、讓·克雷蒂安、保羅·馬丁、史蒂芬·哈珀、賈斯汀·杜魯多       | 伊麗莎白二世 （1926年—2022年） |                                                      |                              | 菲利普‧蒙巴頓      |
| | 查爾斯三世 （1948年出生）      | 查爾斯·菲利普·亞瑟·喬治                              | 2022年9月8日—至今            | 卡米拉·尚德        |
| 總督：瑪麗·西蒙 | 查爾斯三世 （1948年出生）      |                                                      |                              | 卡米拉·尚德        |
| 總理：賈斯汀·杜魯多、马克·卡尼 | 查爾斯三世 （1948年出生）      |                                                      |                              | 卡米拉·尚德        |

## 君主配偶
加拿大君主的配偶並無憲法所賦予的地位和權力，而是僅僅作為加拿大王室的成員。在英國，君主配偶會使用“王后（Queen Consort）”這一頭銜；而加拿大並無相關法律或蓋印國璽之君主制誥來規定君主配偶的頭銜，但基於禮節，加拿大官方會使用其在英國的尊稱和頭銜。1954年至1957年期間，經過多位英聯邦國家總理們的非正式討論而決定不授予時任英國女王伊麗莎白二世的丈夫菲利普親王“王夫（Prince Consort）”頭銜。
自加拿大聯邦成立以來，目前僅有兩位君主在沒有配偶的情況下統治過加拿大。一位是維多利亞女王，聯邦成立時其丈夫阿爾伯特親王已經過世；另一位則是愛德華八世，他是在退位以後迎娶了華麗絲·辛普森。

### 腳註
1. ↑  英國上訴法院於1982年裁定，“英聯邦只有一位君主……但在政府和法律事務上，英國女王與加拿大女王是完全獨立和截然不同的”。[19]
2. ↑  1763年至1791年期間，加拿大殖民地被稱為“魁北克”；但隨後又恢復了“上、下加拿大”的名稱。1841年，該殖民地被統一為“加拿大省”。
3. ↑  瑪麗一世登基前與愛德華六世逝世後所間隔的13日由簡·格雷執政，但其女王身份和地位備受爭議而未被列入官方王室譜係。
4. ↑  加拿大自治領是1867年由加拿大省、新斯科捨省和新不倫瑞克這三個獨立的英屬殖民地合併建立起來的。隨後，英屬北美的其他殖民地也陸續都以“省”的名義加入加拿大聯邦，但這些省份是加拿大聯邦在其加入後再建制起來的。同時隨著時間的推移，憲法實踐在加拿大不斷發展，最終加拿大自治領從英國獲得越來越多的獨立性。1931年，依據《威斯敏斯特規約》在加拿大聯邦建立獨立於英國王室的加拿大王室。而紐芬蘭自治領則依舊作為英國王室管轄下的獨立殖民地而存在，直至1949年併入加拿大聯邦。
5. ↑  喬治五世於1917年7月17日將英國王室的名稱從“薩克森-科堡-哥達”更名為“溫莎”，[22]此舉是為了回應第一次世界大戰期間大英帝國內部強烈的反德情緒。
6. ↑  依據英國女王伊麗莎白二世於1952年4月9日向樞密院發表的聲明所宣稱，她與她的丈夫愛丁堡公爵菲利普親王所生育的全部子女都將根據王室號令而屬於溫莎家族。儘管按照家譜的通常製定規則，子女的家族歸屬應該根據父係血脈；若是如此，則女王的子女將屬於奧爾登堡家族的分支——格呂克斯堡家族，該家族是丹麥王國、瑞典王國及曾經的希臘王國和冰島王國的統治家族。因此查爾斯三世是英國溫莎王朝的第一位君主，他的父係血脈源自格呂克斯堡家族，而不像他之前的前幾位君主的父係血脈都源自薩克森-科堡-哥達家族的阿爾伯特親王。

### 出典
1. ↑  MacLeod 2012，第2頁; MacLeod 2012，第6頁.
2. 1 2  . 加拿大政府.   [2024-06-24]. （原始内容存档于2024-03-24）.
3. 1 2  
  - 贾森·康尼. . Canadian Heritage. 2007-04-23  [2024-06-24]. （原始内容存档于2011-06-11）.
  - 邁克爾·瓦爾皮（英语：Michael Valpy）. . 環球郵報. 2009-11-13  [2024-06-24]. （原始内容存档于2013-12-17）.
4. ↑  
  - . 加拿大文化、歷史與體育部.   [2024-06-24]. （原始内容存档于2024-05-15）.
  - . The Canadian Encyclopedia.   [2024-06-24]. （原始内容存档于2010-02-11）.
  - . 英國王室.   [2024-06-24]. （原始内容存档于2024-06-08）.
  - . 英國王室.   [2024-06-24]. （原始内容存档于2024-06-21）.
  - 安德魯·科尼（英语：Andrew Coyne）. . 麥克林.   [2024-06-24]. （原始内容存档于2023-12-06）.
  - . 多倫多星報. 2012-05-26  [2024-06-24]. （原始内容存档于2012-05-30）.
5. ↑  MacLeod 2012，第7頁.
6. ↑  
  - . 加拿大王室. 2014-09-24  [2024-06-24]. （原始内容存档于2015-12-11）.
  - . 加拿大政府.   [2024-06-24]. （原始内容存档于2023-10-14）.
  - . The Canadian Encyclopedia. Historica Canada. 2017-05-19  [2024-06-24]. （原始内容存档于2014-02-02）.
  - . University of Ottawa.   [2024-06-24]. （原始内容存档于2014-02-03）.
  - Derek Croxton. . Canada History. Access HT.   [2024-06-24]. （原始内容存档于2019-12-05）.
  - . Newfoundland and Labrador Heritage.   [2024-06-24]. （原始内容存档于2024-06-03）.
7. 1 2 3  Arthur Bousfield; Garry Toffoli. . Canadian Royal Heritage Trust.   [2024-06-24]. （原始内容存档于2013-10-04）.
8. ↑  . 加拿大政府.   [2024-06-24]. （原始内容存档于2015-04-12）.
9. ↑  . 公共政策研究所（英语：Institute for Research on Public Policy）. 2008-02  [2024-06-24]. （原始内容存档于2013-10-20）.
10. 1 2  . 加拿大議會參議院.   [2024-06-24]. （原始内容存档于2011-05-09）.
11. ↑  MacLeod 2012，第2–3, 7, 9, 39頁.
12. ↑  Jacques Monet.  (PDF). Canadian Monarchist News. 2005, (26): 8  [2024-06-24]. （原始内容 (PDF)存档于2008-06-25）.
13. 1 2  . 英國王室.   [2024-06-24]. （原始内容存档于2021-08-17）.
14. ↑  Arthur Bousfield; Garry Toffoli. . The Canadian Royal Heritage Trust.   [2024-06-25]. （原始内容存档于2013-10-22）.
15. 1 2  MacLeod 2012，第78頁.
16. ↑  
  - . The Canadian Encyclopedia. Historica Canada. 2023-01-12  [2024-06-25]. （原始内容存档于2024-04-27）.
  - . Queen's Printer for Ontario. 2013-08-22  [2024-06-25]. （原始内容存档于2013-09-15）.
  -  (PDF). Heritage Canada.   [2024-06-25]. （原始内容 (PDF)存档于2013-07-27）.
  - Nathan Tidridge. . Dundurn Press. 2011-11-15: 233–236  [2024-06-25]. ISBN 9781459700840.
  - . The Monarchist League of Canada.   [2024-06-25]. （原始内容存档于2011-01-03）.
17. ↑  
  - . The Canadian Encyclopedia. Historica Canada. 2019-10-29  [2024-06-25]. （原始内容存档于2022-05-04）.
  - . Canadian Research Knowledge Network.   [2024-06-25]. （原始内容存档于2011-12-17）.
18. ↑  
  - Andrew Heard. . Simon Fraser University. 1990  [2024-06-25]. （原始内容存档于2009-02-21）.
  - . Canadian Research Knowledge Network.   [2024-06-25]. （原始内容存档于2014-01-14）.
19. ↑  . AustLII. 1999-06-23  [2024-06-25]. （原始内容存档于2024-06-25）.
20. ↑  William Galbraith. . 加拿大議會. 2012-12-04  [2024-06-25]. （原始内容存档于2012-12-05）.
21. ↑  David A. Lanegran; Carol Louise Urness. . Minnesota Historical Society Press. 2008: 10. ISBN 9780873515931.
22. ↑  . 倫敦憲報 (30186) (英國政府). 1917-07-19: 7119  [2024-06-26]. （原始内容存档于2023-03-26）.
23. ↑  
  - . 伯克貴族名譜.   [2024-06-24]. （原始内容存档于2021-04-25）.
  - . Heraldica.   [2024-06-24]. （原始内容存档于2020-11-11）.
  - . Heraldica. 1954-05-09  [2024-06-24]. （原始内容存档于2022-09-13）.

### 書目
- MacLeod, Kevin S.  [楓葉王室：加拿大的君主立憲制] (PDF) 2nd Edition. Ottawa: Canadian Heritage Publications. 2012  [2024-06-24]. ISBN 9781100200798. OCLC 1018114760. （原始内容 (PDF)存档于2012-11-10） （英语）.

## 外部連接
- 加拿大的國王與女王：加拿大歷史上的君主們 （页面存档备份，存于）介紹在加拿大聯邦政府官方網站上（英文）
- 加拿大的君主立憲制 （页面存档备份，存于）介紹在加拿大議會官方網站上（英文）